# بروتوكول لغة التأشير الوسوعة
بروتوكول لغة التأشير الوسوعة (XML) ("XMLP") هو معيار تم تطويره بواسطة مجموعة عمل بروتوكول التابعة لرابطة الشبكة العالمية وفقًا للإرشادات التالية، الموضحة في ميثاق المجموعة:
1. مظروف لتغليف بيانات لغة التأشير الوسوعة المراد نقلها بطريقة قابلة للتشغيل المتبادل تسمح بإمكانية التوسع الموزع.
2. اتفاقية لمحتوى الظرف عند استخدامه في تطبيقات نداء الإجراء البعيد. ينبغي تنسيق جوانب البروتوكول المتعلقة بهذا الأمر بشكل وثيق مع فريق مهندسي الإنترنت، وبذل جهد للاستفادة من أي عمل يقومون به. انظر أدناه لمزيد من التفاصيل.
3. آلية لتسلسل البيانات التي تمثل نماذج البيانات غير النحوية مثل الرسوم البيانية للكائنات والرسوم البيانية الموجهة ذات العلامات، استنادًا إلى أنواع بيانات مخطط لغة التأشير الوسوعة.
4. آلية لاستخدام نقل بروتوكول نقل النصوص الترابطية في سياق بروتوكول لغة التأشير الوسوعة. هذا لا يعني أن هذا البروتوكول هو آلية النقل الوحيدة التي يمكن استخدامها للتقنيات المُطوّرة، ولا يعني أن دعم نقل البروتوكول إلزامي. يتناول هذا العنصر فقط حقيقة أن نقل البروتوكول يُتوقع استخدامه على نطاق واسع، ولذلك ينبغي على فريق العمل هذا تناولها. سيتم التنسيق مع مجموعة مهندسي الإنترنت.

علاوة على ذلك، يجب أن يلبي البروتوكول المُطور المتطلبات التالية، وفقًا لميثاق مجموعة العمل:
1. لا يجوز للمغلف وآليات التسلسل التي طورتها مجموعة العمل أن تستبعد أي نموذج برمجة ولا تفترض أي نمط معين من الاتصال بين النظراء.
2. يجب التركيز على البساطة والقابلية للتطوير، ودعم قابلية التوسعة المُتاحة فعليًا على الويب. وتحديدًا، يجب دعم قابلية التوسعة الموزعة حيث لا تتوفر معرفة مسبقة بين الأطراف المتواصلة.

## روابط خارجية
- ميثاق مجموعة عمل بروتوكول XML
- مجموعة عمل بروتوكول XML